# 未来ディレクター吉村
「未来ディレクター吉村」（みらいディレクターよしむら）は2012年12月27日にテレビ朝日の番組ハードル・プードル内で放送された番組である。2013年1月7日よりYouTubeにてネット限定動画が配信されている。

## 概要
テレビ朝日「ハードル・プードル」内の若手ディレクターが作った企画として作られた番組。2055年のテレビ朝日ディレクター「吉村崇大（よしむらたかひろ）」（平成ノブシコブシ吉村崇の息子）が
2055年12月26日に起きた、テレビ朝日アーカイブ爆発事故により失われたアーカイブ映像をバックアップするべく2012年にタイムスリップし、消えてしまったアーカイブ映像を撮影するという内容。

## 内容

### 地上波放送時
- 第一話「参上！未来ディレクター吉村」

ドラマパート
2055年のテレビ朝日。ADである夢眠ねむよりテレビ朝日のアーカイブ保管室が爆発したことにより、2012年から2015年の映像が失われた事を知る、ディレクター吉村崇大は2012年にタイムスリップし、2012年のスタッフと共にアーカイブ映像の再撮影に臨む。
- 第二話「高速スマッシュキャッチ！」・第六話「続・高速スマッシュキャッチ！」

元バドミントン選手の小椋久美子が放つスマッシュを吉村ディレクターが素手でキャッチするという内容。
スマッシュが放たれた瞬間に後ろに飛ぶという吉村ディレクターの見事な作戦により67発目にて見事にキャッチ！
- 第三話「第6シティ渋谷」

2055年の渋谷がどうなっているのかを未来人である吉村ディレクターに伺うという内容。
2055年では現在の渋谷は第6シティという名前になっておりタクシーの運転手に「第6シティ」と伝えるが、「第6シティっていうのはちょっとわからないです」と一蹴される。
- 第四話「サーモグラフィーで真っ赤っか」

2012年のスタッフが用意した体が温まりそうなグッズを使い、運動もしていないのに吉村ディレクターがサーモグラフィーで全身を真っ赤っかにするという内容。
父である吉村崇に思いを寄せていたというグラビアアイドル入矢麻衣の告白から、今は好きじゃないという突然振られるという行動により見事全身真っ赤っかの映像の撮影に成功。
- 第五話「第6シティ渋谷2」

2055年の渋谷センター街はどうなっているかという質問に「ハンター街」と答える吉村ディレクター。

### ネット配信動画
- ノンクレジットOP

2013年1月7日配信開始
オープニングアニメーションのノンクレジットバージョン
- 「い」の回

2013年1月7日配信開始
- 「ろ」の回

2013年1月10日配信開始

## スタッフ
- 出演：平成ノブシコブシ（吉村崇・徳井健太）・夢眠ねむ
- 構成：樅野太紀・松本真一
- ナレーション：三村ロンド
- カメラ：山田洋揮
- 音声：中西由香里
- 技術：SWISH JAPAN
- 美術：清水基恵
- 音響効果:板井基至
- 編集：中目黒107スタジオ・読売映像
- キャラクターデザイン／イラスト：北嶋一喜
- オープニングテーマ：「参上！未来ディレクター吉村」作詞 松本真一・作曲／歌 樋口聖典
- アシスタントディレクター：鹿島望
- VFX & CG：山崎信・前川恭平
- アシスタントプロデューサー：吉田奈央・西野絵梨香
- プロデューサー：小田隆一郎
- ゼネラルプロデューサー：藤井智久
- 監督：北野貴章